# Giovanni Xifilino
Giovanni Xifilino (Trapezunte, circa 1020 – dopo il 1081) è stato uno storico e religioso bizantino.

## Biografia
Giovanni  era un monaco e nipote di Giovanni VIII, patriarca di Costantinopoli, e noto predicatore.
Nel 1042, fu chiamato alla corte di Costantino IX Monomaco (1042-1055), insieme a molti altri illustri letterati bizantini del tempo, quali Michele Psello, Costantino Leicuda e Giovanni Mauropo. Xifilino, insieme agli altri letterati, convinse il basileus a riaprire l'università di Costantinopoli, creando anche dentro un indirizzo di diritto, ciò fece affluire più studenti nell'università. Per i suoi meriti da letterato, Xifilino fu nominato guardasigilli dall'imperatore.

## Opere minori
Xifilino scrisse una raccolta di cinquantatré omelie e un menologio (una raccolta di brevi notizie su santi disposti secondo i loro giorni di festa) dedicati all'imperatore Alessio I Comneno (1081–1118).

## Monarchia dei Cesari
La sua epitome dell'opera dionea fu da lui scritta per ordine dell'imperatore bizantino Michele VII Parapinace (1071-1078). 
L'opera ci è giunta monca, nel senso che Xifilino si limita ad epitomare i libri che riusciva a ritrovareː l'epitome comprende, infatti, i libri XXXVI-LXXXX dell'opera dionea, dai tempi di Pompeo Magno e Giulio Cesare fino ad Alessandro Severo. Il libro LXX, con il regno di Antonino Pio e i primi anni di quello di Marco Aurelio, risulta mancante, e mutili sono anche i libri LXXVIII e LXXIX. 
Xifilino divide la sua opera in sezioni, ognuna delle quali contiene la vita di un imperatore, oltre ad omettere i nomi dei consoli e, a volte, alterando o omettendo il modello originale, tranne che dal libro LIII, quando, giungendo alle riforme augustee, dichiara che riassumerà in modo più dettagliato, poiché la storia imperiale è, secondo lui, fondamentale per i suoi tempi. Di conseguenza, le epitomi successive a questo libro sono più lunghe del triplo rispetto ai libri precedenti e lunghe circa un quarto del testo originale di Dione .